# Alfredo Palacio
Luis Alfredo Palacio Gonzales (ur. 22 stycznia 1939 w Guayaquil, zm. 22 maja 2025 tamże) – ekwadorski lekarz i polityk, tymczasowy prezydent Ekwadoru w latach 2005-2007.

## Życiorys
Studiował medycynę w Guayaquil, następnie w Cleveland w Stanach Zjednoczonych. Specjalista w dziedzinie kardiologii, wykładał na Wydziale Medycznym Uniwersytetu w Guayaquil. Pełnił funkcję ministra zdrowia w gabinecie prezydenta Sixto Durána Balléna Cordoveza (1992-1996).
W 2002 roku był kandydatem na urząd wiceprezydenta Ekwadoru przy osobie Lucio Edwina Gutiérreza Borbúi. Po zwycięstwie odniesionym przez Lucio Edwina Gutiérreza Borbúę w wyborach prezydenckich, 15 stycznia 2003 roku został zaprzysiężony na urząd wiceprezydenta. 20 kwietnia 2005 roku Kongres Ekwadoru powierzył Luisowi Alfredo Palacio Gonzalesowi obowiązki prezydenta po odsunięciu Lucio Edwina Gutiérreza Borbúi od władzy. W styczniu 2007 roku przekazał urząd prezydenta następcy, Rafaelowi Vicente Correi Delgado.